# Anomala cingulata
Anomala cingulata är en skalbaggsart som beskrevs av Ohaus 1911. Anomala cingulata ingår i släktet Anomala och familjen Rutelidae. Inga underarter finns listade i Catalogue of Life.